# انزو میلو
انزو میلو (انگلیسی: Enzo Millot؛ زادهٔ ۱۷ ژوئیهٔ ۲۰۰۲) بازیکن فوتبال اهل فرانسه است.
از باشگاه‌هایی که در آن بازی کرده‌است می‌توان به اشاره کرد.
وی همچنین در تیم‌های ملی فوتبال تیم ملی فوتبال زیر ۱۶ سال فرانسه، زیر ۱۷ سال فرانسه، و زیر ۱۸ سال فرانسه بازی کرده‌است.